# تونامي
تونامي (بالإنجليزية: toonami) هي فقرة تيلفزيونية أمريكية تقوم بعرض برامج الأنمي اليابانية وبعض مسلسلات الرسوم المتحركة الأمريكية. تم إنشائها بواسطة شون أكينز وجيسون ديماركو وإنتاج شارع ويليامز وهو قسم من وارنر برذرز. اسم تونامي هو عبارة عن كلمة مكونة من مقطعين: كرتون وتسونامي.
كانت سابقا تبث تونامي على قناة كرتون نتورك من عام 1997 إلى 20 سبتمبر 2008 حيث تم إيقافها بسبب نقص المشاهدات، لكنها عادت من جديد لتبث على قناة أدلت سويم في 26 مايو 2012 كالفقرة ليلية.

## روابط خارجية
- تونامي على موقع ميوزك برينز (الإنجليزية)